# El Ocotal, delstaten Mexiko
El Ocotal är en ort i Mexiko, tillhörande kommunen Atlautla i delstaten Mexiko, i den centrala delen av landet. Orten hade 133 invånare vid folkräkningen 2010.